# 上野村 (三重県)
上野村（うえのむら）は三重県河芸郡にあった村。現在の津市河芸町の中部、伊勢湾の沿岸、近鉄名古屋線・千里駅および伊勢鉄道伊勢線・伊勢上野駅の周辺から伊勢線・河芸駅の東側一帯にかけての区域にあたる。

## 地理
- 海洋：伊勢湾（豊津浦）
- 山岳：本城山
- 河川：中ノ川、田中川

## 歴史
- 1889年（明治22年）4月1日 - 町村制の施行により、奄芸郡上野村・千里村・久知野村・中瀬村の区域をもって発足。
- 1896年（明治29年）4月1日 - 所属郡が河芸郡に変更。
- 1954年（昭和29年）10月15日 - 豊津村・黒田村と合併して河芸町が発足。同日上野村廃止。

## 交通

### 鉄道路線
- 近畿日本鉄道
  - 名古屋線
    - 千里駅

現在は旧村域に伊勢鉄道伊勢線の伊勢上野駅が所在するが、当時は未開業。また、1943年まで近鉄名古屋線（当時は関西急行鉄道）にも伊勢上野駅が所在したが、豊津浦駅と統合されて豊津上野駅（豊津村に所在）となり、廃止された。

### 道路
- 国道23号